# Jaime Ordiales
Jaime Ordiales (23 de desembre de 1963) és un exfutbolista mexicà.

## Selecció de Mèxic
Va formar part de l'equip mexicà a la Copa del Món de 1998.